# Kỳ thi tuyển sinh lớp 10 trung học phổ thông
Kì thi tuyển sinh lớp 10 trung học phổ thông là một kì thi quan trọng trong hệ thống giáo dục Việt Nam và dành cho học sinh lớp 9 cấp trung học cơ sở. Mục đích của kì thi này nhằm tuyển học sinh vào các trường trung học phổ thông công lập và các trường trung học phổ thông chuyên.

## Cách thức tổ chức kỳ thi

### Đơn vị tổ chức thi
Các Sở Giáo dục và Đào tạo chịu trách nhiệm tổ chức kì thi tại địa phương Sở quản lý.

### Đối tượng được tham dự kỳ thi
Độ tuổi dự tuyển: Là học sinh lớp 9. Độ tuổi từ đủ 14-15 tuổi.

## Hà Nội
Theo quy chế tuyển sinh lớp 10 của thành phố Hà Nội ban hành từ năm 2019, kỳ thi tuyển sinh lớp 10 trung học phổ thông của thành phố Hà Nội sẽ diễn ra với bốn môn. Ngoài Toán, Văn, Tiếng Anh, môn thứ tư được công bố vào tháng 3 hàng năm. Tuy nhiên, kể từ năm 2020 đến nay, kỳ thi vào lớp 10 ở Hà Nội chỉ gồm ba môn là Toán, Ngữ văn, Ngoại ngữ.
Điểm xét tuyển bằng tổng điểm môn Toán và Ngữ văn nhân hệ số 2, cộng điểm ngoại ngữ và điểm ưu tiên (nếu có).
Mỗi thí sinh được đăng ký tối đa ba nguyện vọng, trong đó nguyện vọng 1 và 2 phải thuộc khu vực tuyển sinh, nguyện vọng 3 thuộc khu vực bất kỳ. Điểm trúng tuyển nguyện vọng 2 và 3 phải cao hơn 1 và 2 điểm so với nguyện vọng 1.

### Lịch thi
| Ngày | Buổi  | Môn thi    | Môn thi                                      | Thời gian                             | Giờ bắt đầu làm bài                   | Giờ thu bài                           |
| ---- | ----- | ---------- | -------------------------------------------- | ------------------------------------- | ------------------------------------- | ------------------------------------- |
| 1    | Sáng  | Ngữ văn    | Ngữ văn                                      | 120 phút                              | 08:00                                 | 10:00                                 |
| 1    | Chiều | Ngoại ngữ  | Ngoại ngữ                                    | 60 phút                               | 14:00                                 | 15:00                                 |
| 2    | Sáng  | Toán       | Toán                                         | 120 phút                              | 08:00                                 | 10:00                                 |
| 3    | Sáng  | Môn chuyên | Ngữ văn, Toán, Tin học, Sinh học             | 150 phút                              | 08:00                                 | 10:30                                 |
| 3    | Sáng  | Môn chuyên | Tiếng Pháp, Tiếng Đức, Tiếng Nhật, Tiếng Hàn | 120 phút                              | 08:30                                 | 10:00                                 |
| 3    | Chiều | Môn chuyên | Vật lý, Lịch sử, Địa lý                      | 150 phút                              | 14:00                                 | 16:30                                 |
| 3    | Chiều | Môn chuyên | Hóa học, Tiếng Anh                           | 120 phút                              | 14:00                                 | 16:00                                 |
| 4    | Sáng  | Song bằng  | Toán bằng tiếng Anh                          | 60 phút                               | 08:00                                 | 09:00                                 |
| 4    | Sáng  | Song bằng  | Vật lý bằng tiếng Anh                        | 60 phút                               | 09:00                                 | 10:00                                 |
| 4    | Chiều | Môn chuyên | Tiếng Anh (viết luận)                        | 60 phút                               | 14:00                                 | 15:00                                 |
| 4    | Chiều | Song bằng  | Hóa học bằng tiếng Anh                       | 60 phút                               | 15:00                                 | 16:00                                 |
| 5    | Sáng  | Môn chuyên | Tiếng Anh (nói)                              | Thông báo ca thi cụ thể cho thí sinh. | Thông báo ca thi cụ thể cho thí sinh. | Thông báo ca thi cụ thể cho thí sinh. |

## Thành phố Hồ Chí Minh
Kỳ thi lớp 10 ở Thành phố Hồ Chí Minh bao gồm ba môn Toán, Ngữ văn và Ngoại ngữ. Thí sinh đăng ký vào lớp chuyên, tích hợp sẽ làm thêm bài thi tương ứng. Điểm xét tuyển là tổng điểm 3 môn Ngữ văn, Toán, Ngoại ngữ và điểm ưu tiên (nếu có). Thí sinh phải dự thi đủ ba môn, không vi phạm quy chế và các bài thi đều có điểm lớn hơn 0. Sau khi công bố kết quả trúng tuyển, thí sinh không được thay đổi nguyện vọng.
Riêng xã đảo Thạnh An, huyện Cần Giờ, việc tuyển sinh lớp 10 theo hình thức xét tuyển.

### Lịch thi
| Ngày | Buổi  | Môn thi                                                                              | Thời gian                                                                            | Giờ phát đề thi | Giờ bắt đầu làm bài |
| ---- | ----- | ------------------------------------------------------------------------------------ | ------------------------------------------------------------------------------------ | --------------- | ------------------- |
| 1    | Sáng  | Học sinh có mặt tại điểm thi để sinh hoạt quy chế thi và kiểm tra thông tin cá nhân. | Học sinh có mặt tại điểm thi để sinh hoạt quy chế thi và kiểm tra thông tin cá nhân. | 09:30           | 09:30               |
| 2    | Sáng  | Ngữ văn                                                                              | 120 phút                                                                             | 07:55           | 08:00               |
| 2    | Chiều | Ngoại ngữ                                                                            | 90 phút                                                                              | 13:55           | 14:00               |
| 3    | Sáng  | Toán                                                                                 | 120 phút                                                                             | 07:55           | 08:00               |
| 3    | Chiều | Môn chuyên                                                                           | 150 phút                                                                             | 13:55           | 14:00               |